# Йордан Владев
Йордан Владев е български композитор, вокалист и мултиинструменталист – свири на пиано, синтезатори, електрически и акустични китари, бас-китара, тамбура, чаранго, укулеле, барабани, тъпан и най-различни други перкусионни инструменти, дудук, двоянка, южноамериканска индианска флейта, ирландски флейти (tin and low whistle), блокфлейта, гайда, хармоника, диджериду и др.
Завършва Скулптура в Националната художествена академия в София. Следва второ висше образование в Националната музикална академия в София със специалности „композиция“ и „музикална естетика“, както и трето висше образование по психология.
Автор е на песни, филмова, балетна и театрална музика, хорови, камерни и оркестрови пиеси, джаз и амбиент музика, много песни за деца, фолклорни обработки и др. Работил е с различни състави – хорове, поп и рок групи, джаз и етно формации, детски състави, както и с различни български и чуждестранни изпълнители, в чиито проекти участва като гост-музикант, композитор, аранжор или тонрежисьор. Концертирал е в България, Полша, Чехия, Германия, Австрия, Нидерландия, Словакия, Гърция, Сърбия, Румъния, Македония, Турция и Южна Корея.
От 1999 г. насам пише музика за театрални, танцови и пантомимни спектакли: „Островът“, „Метаморфози“, „Врата 2000“, „Реквием“, „Четири“, Еон", „Лунно хоро“, „Brain Traffic in the Milky Way“ за балет Еон, както и „Безвремие“ за балет „Дива“. През 2008 г. спектакълът „Сърдечни посоки“ на София мим театър с негова музика печели втора награда и награда на публиката от Международния фестивал на бурлеската в Сент Етиен, Франция. През 2009 – 2010 създава саундтрака към пантомимния спектакъл на Марияна Коева „Жълтата гостенка“ по Хр. Смирненски, за симфоничен оркестър, перкусии и синтезатори. През същата година участва с музика на живо и в комедийния спектакъл „Пази главата“ на „Арт театър“. През 2013 създава музиката към спектакъла „Сердирикон“ на Жар театър – пантомима с огън по старинни легенди, представен сред руините на древна Сердика. Спектакълът е реализиран с участието на международен екип от България, Италия, Испания, Полша, Словения, Унгария, Германия, Украйна и Палестина. Режисьор: Елена Пап. През 2014 Йордан Владев и Силдар Борисов-Дари създават музиката към още един огнен спектакъл на Жар театър „Паметта на огъня“, този път с екип от България, Франция, Украйна, Латвия и Йордания. Режисьор отново е Елена Пап. Следват спектаклите „Sophia Luminosa“ (2017), „Нощта на белите коне" (2018) „Тайните на белия лотос“ (2019), „Метаморфози:" (2020) и „Пробуждане" (2022), "В ритъм: Пулсът на огъня" (2004) на Жар театър, както и няколко импровизационни спектакъла с дуо „СътвоРиМи“.
Йордан Владев е автор също на филмова и амбиент музика: 3D анимационния филм „Импулси“ (2003), съвместен проект с художника и аниматор Руслан Драгостинов. Филмът е номиниран на Международния форум за компютърни изкуства „Computer Space“ в София (2003) и е представен на Международното квадриенале за сценография в Прага, Чехия (2004). Следват музиката към мултимедийния проект „Средните Родопи – в страната на Орфей“, продуциран и издаден от Екоорганизация „Родопи“ (2005) и музикалният триптих към инсталацията на проф. Станислав Памукчиев „Бяла стая“ (2006). Автор е също на музиката към филмите „Сън“ на Весела Огнянова (2009), „Стиска ли ти“ на Явор Карпаров (2010), „Колелото на живота“ на Миглена Кралева (2012), „Куклата“ на Марина Генкова с участието на Мая Новоселска и Найден Камарашев (2013), „Червените ботушки“, „Игри на късмета“ (2014), и „Капан за родители“ (2016) на Надя Стаменова-Флор, "Промени картинката (2022), "Маската на Зоро" (римейк) (2022) и "Играчка- плачка" (2024) на Калина Зафирова, „Give a Chance to Peace“ на Лора Кхаха (2015), на видеоимпресиите „Вълна“, „Ситуация пейки“, „Врата“ и „Път“, съвместни проекти с Калин Живков (1998 – 1999), както и на видео-музикалния пърформанс „Там“ (1999).
Йордан Владев е автор и на хорова музика: „Мома и море“, „Летен ден“, както и обработки на произведения за хор и инструментални състави. През 2006 – 2007 създава цикъл пиеси по литургични текстове: „Иже херувими“, „Яко да царя“, „Достойно ест“, „Господи помилуй“ и „Отче наш“, През 2021 г. песента му "Иже херувими" става носител на първа награда от Първия национален конкурс за композиция на хорови песни за Международния майски хоров конкурс "Проф. Георги Димитров" - Варна. Също така пише камерни инструментални пиеси: „Игра за маримба и вибрафон“, „Шоколадов сладолед“, „Пролет“, „Гротескно рондо по франчушки“, „Малка весела сонатина за струнен оркестър и няколко приятелски усмивки“, вокализите „Сън“ и „Песен без думи“ и др.
От 2001 до 2022 г. Йордан Владев работи като композитор и музикален ръководител на Детска актьорска работилничка „Хлапета“ с ръководител Ганета Атанасова-Ганди. Той създава за студията повече от 100 песни за деца, както и музика за 11 детски театрални спектакъла. Песента „Кенгурче“ му носи награда на името на Иван Пантелеев от Националния конкурс за детска песен „Сладкопойна чучулига“ – Бургас (2005), а през 2009 печели първа награда на същия конкурс с песента „Коза“. Спектакли за деца с негова музика стават носители на редица награди от театрални фестивали и конкурси. С „Хлапета“-та Йордан Владев записва и издава 3 авторски компактдиска с песни за деца: „Автобус-с Хлапета“ (2003), „Коледна бъркотевица“, създаден изцяло по идеи и текстове на деца от студията (2008) и „Различен“ – 10 години усмивки от сцената" – с песни от детски театрални спектакли (2011). Негови песни се изпълняват също и от детски музикални формации от цялата страна, а някои от тях са включени в учебници по музика от 1 до 7 клас. 
През 2010 г. основава Музикален център „Art Libitum” – частна музикална школа, разработваща и практикуваща иновативни методи за обучение по музика както за професионалисти, така и за деца и любители. Школата развива активна педагогическа и концертна дейност, организира ателиета, семинари, лекции и майсторски класове. Нейни възпитаници са носители на десетки медали от национални и международни конкурси, а някои продължават обучението си в престижни колежи и университети в Европа и Америка. Съществена част от дейността на центъра е работата с хора с различни физически или ментални увреждания. Освен че ръководи центъра, Йордан Владев преподава няколко учебни дисциплини и води клас по импровизация.
През 2018 г. Йордан Владев инициира създаването на "Младежки джаз фест София" - национален форум за изява и среща на млади творци – изпълнители, композитори и аранжори, които творят в сферата на джаза и импровизацията. Фестивалът бързо привлича вниманието на млади музиканти от цяла България, както и гости от чужбина. На неговата сцена се представят възпитаници на музикалните училища от цяла България, музикалните академии в София и Пловдив, както и редица частни школи. Всяка година в рамките на фестивала се провеждат ателиета, семинари, джемсешъни, майсторски класове на изявени джаз музиканти, създават се нови творчески контакти и партньорства. Фестивалът е проект на Музикален център Art Libitum.
През 2001 г. Йордан Владев оборудва собствено звукозаписно студио, в което до днес реализира всичките си авторски проекти, както и работи по различни чужди продукции. Работил е с известни български групи и изпълнители като Орлин Горанов, Маргарита Хранова, Петя Буюклиева, Етиен Леви, Иван Лечев, Вили Кавалджиев, Валди Тотев, Илия Ангелов, Борис Годжунов, както и със състави и музиканти от САЩ, Гърция, Италия, Швейцария, Белгия, Монголия, Филипини, Беларус и Башкортостан.
Паралелно с композиторската си работа, Йордан Владев има активна концертна дейност. Участвал е в различни поп, рок, джаз и етно формации: „Змейново либе“, „Pax et Bonum“, „Змей“, хор „Ave Musica“ с диригент Таня Никлева-Владева. През 2003 – 2005 г. съвместно с Алекс Нушев и Меги Ценова-Нушева създават етно проекта „Peria“ върху автентичен български фолклор. Триото гастролира неколкократно в Чехия, Сърбия и България. През 2010 г. основава етно формацията „Art Libitum“, а през 2013 – джаз проекта „Йордан Владев и приятели“. През 2015 заедно с Андрей Велков – барабани и Даниеле Феббо – бас основават джаз триото „add3“. От 2018 стартира и проекта „Empathetic“.
През 1998 г. аранжира и записва „Химн на независимостта на България“ от Георги Шагунов, който оттогава звучи ежегодно на 22 септември в ефира по Българското национално радио и е в златния му фонд.
Съставител е на книгата „Музикални наблюдения“ – сборник избрани съчинения от известната българска музиколожка Лада Брашованова (2004), както и сътрудник в тритомното издание на Акад. Николай Кауфман „1500 български градски песни“.
През 2008 съвместно с група съмишленици основава Сдружение „Арт Кръг Импулси“, избран е за председател на Управителния му съвет и успешно реализира редица проекти в сферата на културата, включително и по програми на Европейския съюз.
Като художник е участвал в над 40 групови изложби със скулптура, живопис, рисунки, инсталации, фотоси и видео (1999 – 2002) в различни галерии и други изложбени пространства в София, Варна, Белоградчик и Поморие, както и в Националния скулптурен симпозиум в камък и дърво в Пловдив (2002). През 1999 става инициатор на Младежки форум на изкуствата, Хоризонти – Граници". Понастоящем се занимава с графичен дизайн и мултимедия.
Йордан Владев е носител на национални и международни награди за вокални изпълнения, за аранжименти, за детски песни, за авторска музика към филми и театрални спектакли, за педагогически постижения, за цялостна музикална дейност.

## Музика за филми
- „Играчка-плачка" – филм на Калина Зафирова, 2024
- „Маската на Зоро" (римейк) – филм на Калина Зафирова, 2022
- „Промени картинката" – филм на Калина Зафирова, 2022
- „Капан за родители“ – филм на Надя Стаменова-Флорова, 2016
- „Give a Chance to Peace“ – песен към филм на Лора Кхаха, 2015
- „Игри на късмета“ на Надя Стаменова-Флорова (2014),
- „Червените ботушки“ на Надя Стаменова-Флорова (2014),
- „Куклата“ на Марина Генкова с участието на Мая Новоселска и Найден Камарашев, 2013
- „Колелото на живота“ – филм на Миглена Кралева, 2012
- „Ден…“ – анимационен филм на Йордан Владев и „ДАР Хлапета“, 2011
- „Стиска ли ти“ – филм на Явор Карпаров, 2010
- „Сън“ – анимационен филм на Весела Огнянова, 2009
- „Средните Родопи – в страната на Орфей“ – мултимедиен проект на екоорганизация „Родопи“, 2005
- „Импулси“ – 3D анимационен филм, съвместен проект с художника Руслан Драгостинов, 2003
- „Там“ – видео-музикален пърформанс, 1999
- „Врата“ – видеоимпресия, съвместен проект с Калин Живков, 1998
- „Път“ – видеоимпресия, съвместен проект с Калин Живков, 1998
- Ситуация „Пейки“ – видеоимпресия, съвместен проект с Калин Живков, 1998
- „Вълна“ – видеоимпресия, съвместен проект с Калин Живков, 1998

## Музика за театрални, танцови и пантомимни спектакли
- „В ритъм: Пулсът на огъня” - огнен спектакъл на ЖАР театър, режисьор Елена Пап, 2024
- „В края на мрака” - спектакъл на ЖАР театър, режисьор Елена Пап, 2023
- „Пробуждане“ – спектакъл на Жар театър, режисьор Елена Пап 2022
- „Метаморфози“ – спектакъл на Жар театър, режисьор Елена Пап 2020
- „СътвоРиМи“ – импро спектакли на дуо СътвоРиМи 2018 – 2020
- „Сенки по текстове на Яворов“ – музика на живо към спектакъла на Арт асоциация Водолей, съвместно с Андрей Велков 2019
- „Тайната на белия лотос“ – спектакъл на Жар театър 2019
- „Нощта на белите коне“ – спектакъл на Жар театър 2018
- „Sophia Luminosa“ – спектакъл на Жар театър 2017
- „Паметта на огъня“ – пантомимен спектакъл с огън на ЖАР театър сред руините на древна Сердика с участието на международен екип от България, Франция, Украйна, Латвия и Йордания. Музика: Йордан Владев и Силдар Борисов-Дари. Режисьор Елена Пап. 2014
- „Сердирикон“ – огнени легенди от древния град – пантомимен спектакъл с огън на ЖАР театър сред руините на древна Сердика с участието на международен екип от България, Италия, Испания, Полша, Словения, Унгария, Германия, Украйна и Палестина. Режисьор Елена Пап, 2013
- „Пази главата“ – stand up comedy на Стефан Минев и Здравко Здравков, 2010
- „Жълтата гостенка“ – авторски спектакъл на Марияна Коева по едноименната поема на Христо Смирненски, 2009
- „Сърдечни посоки“ – комичен пантомимен спектакъл на София мим театър, представен и във Франция, 2008
- „Brain Traffic in the Milky Way“ – спектакъл на Танцово-пантомимна формация ЕОН, хореограф Антония Катранджиева, 1999
- „Лунно хоро“ – спектакъл на Танцово-пантомимна формация ЕОН, хореограф Антония Катранджиева, 1999
- „Еон“ – спектакъл на Танцово-пантомимна формация ЕОН, хореограф Антония Катранджиева, 1999
- „Реквием“ – спектакъл на Танцово-пантомимна формация ЕОН, хореограф Антония Катранджиева, 1999
- „Четири“ – спектакъл на Танцово-пантомимна формация ЕОН, хореограф Антония Катранджиева, 1999
- „Врата 2000“ – спектакъл на Танцово-пантомимна формация ЕОН, хореограф Антония Катранджиева, 1999
- „Метаморфози“ – спектакъл на Танцово-пантомимна формация ЕОН, хореограф Антония Катранджиева, 1999
- „Островът“ – спектакъл на Танцово-пантомимна формация ЕОН, хореограф Антония Катранджиева, 1998
- „Безвремие“ – спектакъл на балет Дива, хореограф Зорница Петрова, 1999

## Музика към крос-арт проекти
- „Бяла стая“ – музикален триптих към едноименната инсталация на проф. Станислав Памукчиев, 2006

## Хорова музика
- „Отче наш“ – за смесен хор, 2007
- „Иже херувими“ – за смесен хор, 2007
- „Яко да царя“ – за смесен хор, 2007
- „Достойно ест“ – за смесен хор, 2006
- „Господи помилуй“ – за смесен хор, 2006
- „Вари, бабо, боб“ – за смесен хор, 2004
- „Летен ден“ – по П. К. Яворов – за смесен хор, 2003
- „Мома и море“ – за смесен хор, група и струнен оркестър, 2000

## За струнен оркестър
- „Малка весела сонатина за струнен оркестър и няколко приятелски усмивки“ в 3 части, 2009

## Камерна музика и джаз
- "Chocolate Ice Cream" - 2002
- "Spring" - 2008
- "Jam" - 2015
- "Funky" - 2014
- "Night" - 2010
- "Flight" - 2010
- "Run" - 2014
- "Sunshine" - 2014
- "A Song No Words" (To Tania) - 2008
- "Caress" - 2015
- "Intimate" - 2017
- "Improvisation" - 2015
- "In" - 2017
- "Dream" - 2008
- "While You Are Sleeping" - 2016
- "Home" - 2015
- "Walking Through" - 2005
- "Breath of Forest" - 2005
- "Within the Mountains" - 2005
- "Harmonious Dance" - 2013
- „Игра за маримба и вибрафон”, 2009
- „Гротескно рондо по франчушки” – за пиано на четири ръце, 2008
- „Тема и вариации” – за пиано, 2006
- „Прелюд” – за чело и пиано, 2003
- „Ръченица” – за пиано, 2001
- „Milky Way” – за пиано, 1999

## Музика за детски театрални спектакли
- „Приказка за трите принцеси” – Дивертино - 2024
- „Принцесата и свинарят“ – АРТ театър, режисьор Мариана Коева, 2017
- „Рецепта за приятелство“ – ДАР „Хлапета“, режисьор Ганета Атанасова – Ганди, 2009
- „Сцена Хлапета“ – ДАР „Хлапета“, режисьор Ганета Атанасова – Ганди, 2006
- „Спящият красавец“ – ДАР „Хлапета“, режисьор Ганета Атанасова – Ганди, 2006
- „Спунк“ – ДАР „Хлапета“, режисьор Ганета Атанасова – Ганди, 2006
- „Косе Босе“ – ДАР „Хлапета“, режисьор Ганета Атанасова – Ганди, 2005
- „Приказка за Мъглата“ – ДАР „Хлапета“, режисьор Ганета Атанасова – Ганди, 2005
- „Вълкът и седемте козлета“ – ДАР „Хлапета“, режисьор Ганета Атанасова – Ганди, 2004
- „Пепеляшка“ – ДАР „Хлапета“, режисьор Ганета Атанасова – Ганди, 2004
- „Приказка за Носорога“ – ДАР „Хлапета“, режисьор Ганета Атанасова – Ганди, 2004
- „Котаракът в чизми“ – ДАР „Хлапета“, режисьор Ганета Атанасова – Ганди, 2003
- „Червената шапчица“ – ДАР „Хлапета“, режисьор Ганета Атанасова – Ганди, 2002
- „Снежната царица" - режисьор Явор Костов, 1998
- „Вълкът и 133-те козленца" 1995

## Песни за деца
„Камилска история“, „Коза“, „Кенгурче“, „Коледна бъркотевица“, „Коледен миш-маш“, „Коте“, „Девет баби“, „Моето плюшено мече“, „Вари бабо боб“, „Великан“, „Зайов специалитет“, „На моста“, „Наш Лисан Преструван“, „Здрасти“, „Хайде пак“, „Различен“, „Мечтата“, „Щрак хлапета на портрет“, „The Rose of Love“, „Сняг вали“, „Звездна мечта“, „Loud“, „The Past is Gone“, „Beautiful Love“, „Щурчово хоро“, „Тръгна Желка на оране“, „Приспивна песен“ и др.

## Аранжименти за различни български и чуждестранни изпълнители
Орлин Горанов, Маргарита Хранова, Христо Кидиков, Вили Кавалджиев, Илия Ангелов, Валентин Пензов, Кирил Калев, Борис Годжунов, Огнян Драндийски, Димитър Христов, Орлин Миланов, Росалин Наков, трио „No Way“, група „Змей“, Вера Станчева и дует „Инфлейм БГ“, Татяна Великова, Aristos Moschovakis (Гърция), Renny (Италия), хор „Ave Musica“, хор „Христина Морфова“ и много други.

## Аранжименти за хор и инструментални състави
- „Полска сватбена песен“ от Проф. Георги Димитров – за женски хор и симфоничен оркестър – Женски хор „Христина

Морфова“, диригент Таня Никлева-Владева, 2007
- „Dongi Dongi“ от Ули Фюре – за женски хор и група (bossa nova) – Женски хор „Христина Морфова“, диригент Таня Никлева-Владева, 2007
- „Go Where I Send Thee“, госпъл по Шон Айвъри и Пол Колдуел – за женски хор и група (поп фънк, R&B) – Женски хор „Христина Морфова“, диригент Таня Никлева-Владева, 2006
- „Air“ от Й. С. Бах – за смесен хор, флейта, контрабас, китара и пиано, съвместно с Таня Никлева-Владева – хор „Ave Musica“, диригент Таня Никлева-Владева и камерен ансамбъл Tutte Corde, 2003
- „Festival Sanctus“ от Джон Левит – за смесен хор и поп група – хор „Ave Musica“, диригент Таня Никлева-Владева, 2002

## Дискография:
- „Soundtracks collection” – (2023)
- „Метаморфози” – саундтрак - (2020)
- „Нощта на белите коне“ – саундтрак (2018)
- „Седем нежности за Таня“ – инструментален албум (2017)
- „Малчугани“ – песни за деца в изпълнение на група „Малчугани“ (2018)
- „Playtime“ – Йордан Владев и приятели – джаз, фънк, фюжън, амбиент, чилаут (2016)
- „Сердирикон и Паметта на огъня“ – избрано от музиката към двата едноименни огнени спектакъла на Жар театър (2014)
- „Различен“ 10 години усмивки от сцената – песни от спектакли на Детска актьорска работилничка „Хлапета“ (2010)
- „Impulses“ – три саундтрака (избрано)
- „Жълтата гостенка“ – саундтрак (2009)
- „Коледна бъркотевица“ – албум с песни за деца от Йордан Владев – Йори и Детска актьорска работилничка „Хлапета“ (2008)
- „Сърдечни посоки“ – саундтрак (2008)
- „Бяла стая“ – музикален триптих към едноименната инсталация на проф. Станислав Памукчиев (2006)
- „Средните Родопи – в страната на Орфей“ – мултимедиен диск (2005)
- „Impulses“ – саундтрак (2003)
- „Автобус с хлапета“ – песни за деца (2003)
- „Whispers“ – авторски песни (2002)